# Uvala Tijašnica
Uvala Tijašnica este o arie protejată (sit de importanță comunitară — SCI) din Croația întinsă pe o suprafață de 53,67 ha, integral marine.

## Localizare
Centrul sitului Uvala Tijašnica este situat la coordonatele 43°42′44″N 15°46′32″E / 43.712274°N 15.775597°E.

## Înființare
Situl Uvala Tijašnica a fost declarat sit de importanță comunitară în iulie 2013 pentru a proteja un număr necunoscut de specii din flora spontană și fauna sălbatică aflate în arealul zonei.

## Biodiversitate
Situată în ecoregiunea marină mediteraneană, aria protejată conține 1 habitat natural: Golfuri mici largi și golfuri puțin adânci.
La baza desemnării sitului se află un număr nedeclarat de specii protejate.
Pe lângă speciile protejate, pe teritoriul sitului au mai fost identificate 1 specie de plante.